# Ueli Götsch
Ulrich «Ueli» Götsch (* 12. Mai 1925 in Frauenfeld; † 5. November 2017 in Rafz; heimatberechtigt in Bürglen TG, Weinfelden und Zürich) war ein Schweizer Journalist und Politiker (SP). Von 1963 bis 1971 war er Nationalrat. Ab 1971 war er Leiter der Abteilung Information des Schweizer Fernsehens, 1980 Chefredaktor aller Informationssendungen.

## Leben
Götsch wurde als Sohn des Briefträgers Robert Götsch geboren. Nach der Primar- und der Kantonsschule in Frauenfeld absolvierte er von 1943 bis 1947 die Metallarbeiterschule Winterthur und machte von 1948 bis 1950 eine Lehre als Feinmechaniker in Zürich.
Ende 1944 gründete er die Sozialistische Jugend Frauenfeld und wurde später Vertreter der Sozialistischen Jugend im kantonalen Parteivorstand in Zürich. 1946 trat er der Sozialdemokratischen Partei der Schweiz (SP) und der Gewerkschaft SMUV bei. Von 1950 bis 1954 arbeitete er zuerst in Wien, dann als Feinmechaniker für medizinische Geräte in Belgrad und war zugleich Berichterstatter für das Volksrecht aus Jugoslawien. Von 1955 bis 1961 war er zunächst Mitarbeiter, dann Sekretär der Gewerkschaft VHTL in Zürich, von 1962 bis 1968 Sekretär der SP des Kantons Zürich. Von 1968 bis 1971 baute er den AZ-Ring (Arbeiter-Zeitungs-Ring) auf, eine Mantelzeitung mit den Zeitungen Freier Aargauer, Thurgauer AZ, AZ Abendzeitung, Freie Innerschweiz, Das Volk, Volksstimme, Schaffhauser AZ, Oberländer AZ, Volksrecht und Winterthurer AZ. Der AZ-Ring scheiterte 1972, die Arbeiter-Zeitungen bezogen darauf ihren Mantelteil vom Badener Tagblatt.
1971 trat der als Fernsehjournalist unerfahrene Götsch als Leiter der Abteilung Information (de facto Chefredaktor) ins Schweizer Fernsehen (damals SF DRS) ein. Sein Vorgänger Willy Kaufmann hatte den Posten räumen müssen, nachdem er an einem umstrittenen Programmentwurf der gesellschaftspolitischen Kommission der CVP mitgewirkt hatte. 1980 wurde Götsch Hauptabteilungsleiter Information und Politik und war damit Chefredaktor aller Informationssendungen, auch der Tagesschau. Ein Jahr später wurde er abgelöst und übernahm bis 1983 die Leitung des Inlandmagazins CH. Ab 1983 wirkte er bis 1988 in verschiedenen Funktionen und liess sich mit 63 Jahren vorzeitig pensionieren.
Von 1970 bis 1972 war er Mitglied des Verwaltungsrates der Schweizerischen Depeschenagentur.
Von 1959 bis 1963 war er für die SP Gemeinderat (Legislative) in Zürich, von 1964 bis 1968 Kantonsrat und von 1963 bis 1971 Nationalrat; auf dieses Mandat musste er mit der Wahl zum Leiter der Abteilung Information des Schweizer Fernsehens verzichten. Von 1962 bis 1966 war er Mitglied der Geschäftsleitung der SP. 1967 unterlag er mit seiner Kandidatur für den Regierungsrat des Kantons Zürich trotz Erreichens des absoluten Mehrs als Überzähliger dem Freisinnigen Albert Mossdorf, auch ein politisches Comeback scheiterte 1983.
Götsch war auch aus bürgerlicher Sicht «nie ein starrer Doktrinär. Er hat sich von jeher durch einen weltoffenen Reformsozialismus ausgezeichnet (und sich damit auch in den eigenen Reihen das Prädikat ‹unbequem› eingehandelt).»

## Privates
Götsch war in erster Ehe seit 1954 mit der Journalistin Jelena Tomašević, die er in Belgrad kennengelernt hatte, und in zweiter seit 1962 mit Irene Zimmermann verheiratet, die 1968 an Leukämie starb. Mit ihr hatte er drei Kinder.

## Publikationen
- Die Zukunft der parteipolitisch engagierten Presse. In: Christian Padrutt, Hermann Strehler, Hans Zollikofer jun. (Hg.): Die Zeitung auf dem Weg ins Jahr 2000. St. Gallen 1972, S. 183–190, S. 184.